# Пища любви
Пища любви (англ. Food of Love) —  первый художественный фильм на английском языке испанского режиссёра Вентуры Понса, драма о юноше, влюбившемся в известного пианиста. Сюжет картины основан на романе Дэвида Левитта «Листатель страниц» (англ. The Page Turner).

## Сюжет
Пол — талантливый студент-пианист, впервые на сцене лишь переворачивал страницы для знаменитого музыканта Ричарда Кеннингтона. Когда его отец ушёл жить к любовнице, парень с матерью уехал в Барселону, где он был соблазнён выступающим там Кеннингтоном.
Когда Ричард познакомился с матерью Пола, Памелой, та решила, что знаменитый музыкант интересуется именно ей. Спустя шесть месяцев после бегства Кеннингтона в Нью-Йорк Памела едет туда, чтобы узнать всю правду о своём сыне, и она узнаёт больше, чем могла себе раньше представить.

## В главных ролях
| Герой            | Актёр             |
| ---------------- | ----------------- |
| Пол              | Кевин Бишоп       |
| Памела           | Джульет Стивенсон |
| Ричард           | Пол Рис           |
| Менеджер Ричарда | Аллан Кордунер    |

## Награды
В 2002 году фильм получил следующие призы:
- Кинопремия Барселоны (Карлес Касес)
- Премия «Dallas OUT TAKES» на кинофестивале в Далласе в номинациях «Лучший художественный фильм» (Вентура Понс) и «Лучшая  женская роль» (Джульет Стивенсон )